# Thairopora harmeri
Thairopora harmeri är en mossdjursart som först beskrevs av Levinsen 1909.  Thairopora harmeri ingår i släktet Thairopora och familjen Thalamoporellidae. Inga underarter finns listade i Catalogue of Life.